# مارغريت سبيلينغز
مارغريت لامونتاني سبيلينغز (بالإنجليزية: Margaret Spellings)‏ (الاسم عند الولادة دودار؛ ولدت في 30 نوفمبر 1957) هي مديرة تعليمية وسياسية أمريكية. تعمل سبيلينغز حاليا رئيسة جامعة كارولينا الشمالية، وتشرف على سبعة عشر حرم جامعي منذ 1 مارس 2016.
عملت سبيلينغز في العديد من المناصب في عهد جورج دبليو بوش خلال فترة ولايته كحاكم على ولاية تكساس ورئيس الولايات المتحدة. وكانت من المؤيدين الرئيسيين لقانون عدم ترك أي طفل في عام 2001 الذي هدف لإصلاح التعليم الابتدائي والثانوي. وشغلت منصب وزيرة التربية والتعليم في إدارة بوش في الفترة من 2005 إلى 2009، وخلال تلك الفترة أوصت اللجنة المعنية بمستقبل التعليم العالي إلى إصلاح مرحلة ما بعد الثانوية. وبعد أن تركت منصبها كوزيرة للتعليم، أسست شركة مارغريت سبلينغز أند كومباني، وهي شركة استشارية للتعليم في واشنطن العاصمة، وهي مستشارة في مجموعة بوسطن الاستشارية وغرفة التجارة الأمريكية. 

## التعليم
تعلمت في جامعة هيوستن.

## روابط خارجية
- مارغريت سبيلينغز على موقع IMDb (الإنجليزية)
- مارغريت سبيلينغز على موقع مونزينجر (الألمانية)
- مارغريت سبيلينغز على موقع إن إن دي بي (الإنجليزية)